# シン・ノッパデッソーン
シン・ノッパデッソーン（ชิน นพเดชศร、Shin Nopadetsorn、1979年1月29日 - ）は、タイ出身の男性ムエタイ選手、キックボクサー。身長175cm、体重72kg。TRY HARD JYM所属　専属トレーナー。バックボーンはムエタイ。リングネームの「ノッパデッソーン」のラテン文字表記は、「Nopadetsorn」、「Nopadetsorng」、「Noppadeth 2」等がある。これはタイ語で数字の「2」を「ソーン」と発音する為である。攻撃力のある蹴り技で知られている。元WBCムエタイ世界ウェルター級王者。ノッパデッソーン・チュワタナとも。

## 来歴
2000年7月、日本初来日。新妻聡にハイキックでKO勝ちし、新妻の頭蓋骨にヒビを入れた。
2003年、ラジャダムナン・スタジアム現役王者のまま、日本の伊原道場に移籍。
2004年7月、米田にTKO勝ち。
2005年3月20日、新日本キックボクシング協会「MAGNUM 7」でチャーンヴィット・ギャットトーボーウボンとラジャダムナン・スタジアムウェルター級タイトルマッチで対戦。1Rに右ハイキックでダウンを奪うなどして、判定勝ち。王座防衛に成功した。
2005年5月25日、「WOLF REVOLUTION」で練習仲間である魔裟斗と2分2Rのエキシビションマッチを行った。
2005年7月、萩野にTKO勝ち。
2006年12月2日、デンマーク・オーフスの「ヴァイルビー＝リスコフ・ヘイレン」で行われた「WBC Muay Thai World Title」において、WBCムエタイ世界ウェルター級初代王を賭けて、「ノッパッデソーン・チュワタナ」（Noppadeth 2 Chuwatthana）としてリロイ・ベック（ デンマーク）と対戦。5R判定で下し、王座を獲得。
2012年1月、TRY HARD JYMに移籍。HIROYA、大雅、松倉信太郎、堀尾竜司の専属トレーナー。

## 戦績
| キックボクシング 戦績 | キックボクシング 戦績 | キックボクシング 戦績 | キックボクシング 戦績 | キックボクシング 戦績 | キックボクシング 戦績 | キックボクシング 戦績 |
| --------------------- | --------------------- | --------------------- | --------------------- | --------------------- | --------------------- | --------------------- |
| 134 試合              | (T)KO                 | 判定                  | その他                | 引き分け              | 無効試合              |                       |
| 108 勝                | 25                    |                       |                       | 7                     | 0                     |                       |
| 19 敗                 |                       |                       |                       | 7                     | 0                     |                       |

| 勝敗 | 対戦相手                                 | 試合結果                   | 大会名                                                                                           | 開催年月日     |
| ○    | 榊克幸                                   | 3R終了 判定3-0             | 新日本キックボクシング協会「SPARK 〜魂の閃光」                                                   | 2006年10月8日  |
| ○    | タウィーサップ・シットセーンアルン       | ？                         | ラジャダムナン・スタジアム認定ウェルター級タイトルマッチ                                         | 2006年8月20日  |
| ×    | タウィーサップ・シットセーンアルン       | 判定0-3                    | ラジャダムナン・スタジアム認定ウェルター級タイトルマッチ                                         | 2006年7月16日  |
| △    | ジョーダン・タイ                         | 3R終了 判定0-0             | 新日本キックボクシング協会「甲府大会 〜宮川道場 FINAL 2005〜」                                   | 2005年12月18日 |
| ○    | 新田明臣                                 | 3R終了 判定3-0             | 新日本キックボクシング協会「TITANS 2nd」                                                         | 2005年8月22日  |
| ○    | 荻野兼嗣                                 | 2R終了時 TKO（タオル投入） | 新日本キックボクシング協会「MAGNUM 8」                                                           | 2005年7月3日   |
| ○    | チャーンヴィット・ギャットトーボーウボン | 5R終了 判定3-0             | 新日本キックボクシング協会「MAGNUM 7」 【ラジャダムナン・スタジアム ウェルター級タイトルマッチ】 | 2005年3月20日  |
| ○    | セルカン・イルマッツ                     | 3R終了 判定3-0             | 新日本キックボクシング協会「TITANS 1st」                                                         | 2004年11月6日  |
| ○    | 米田克盛                                 | 3R 0:35 TKO（タオル投入）  | 新日本キックボクシング協会「MAGNUM 5」                                                           | 2004年7月11日  |
| ○    | ホカ・トモヒロ                           | 3R 0:46 TKO（タオル投入）  | 新日本キックボクシング協会「MAGNUM 4」                                                           | 2004年3月21日  |
| ○    | 金狼正巳                                 | 2R 0:54 KO（左ストレート） | 新日本キックボクシング協会「ONWARD OPERATION 〜進攻〜」                                          | 2004年1月25日  |
| ○    | 正木和也                                 | 5R終了 判定3-0             | 新日本キックボクシング協会「Soul In The Ring 〜新妻聡 引退興行〜」                               | 2003年12月14日 |
| ○    | 大野崇                                   | 3R+延長R終了 判定3-0       | K-1 WORLD MAX 2003 〜世界王者対抗戦〜                                                            | 2003年11月18日 |

## 獲得タイトル
- ラジャダムナン・スタジアム認定ジュニアウェルター級王座
- ラジャダムナン・スタジアム認定ウェルター級王座
- 初代WBCムエタイ世界ウェルター級王座